# Ва-та-га
«Ва-та-га» — российская фолк-группа из Петрозаводска. Основана в августе 2000 года.
Группа «Ва-та-га» играет акустическую и электроакустическую музыку. Группа исполняет поморские, заонежские, казачьи песни в собственной аранжировке. Инструменты: гитара, контрабас, флейта, йохикко, жалейка, калюка, пила, вологодский гудок, ударная установка, перкуссия. Изначально группа носила название Reel, что было связано с увлечением её участников наряду с русским, ирландским фольклором, по мере перехода на исключительно русский народный репертуар группа сменила название на «Ва-та-га», тем не менее, дебютный альбом «Странные люди» был выпущен в 2002 году под первоначальным названием группы.
Помимо основной группы, музыканты «Ва-та-ги» создали ряд проектов: L.S.D. Project (Леонов-Соколов-Деревлёв), «Леспромхоз грув» (Ва-та-га + друзья), «Детские раги» (Соколов-Деревлёв).
В конце 2007 года группа взяла бессрочный творческий отпуск, отменив концерты на неопределенный срок. Участники занимаются сольными проектами: вокалисты Александр Леонов и Ольга Гайдамак создали «Ярга Саунд Систем», а ритм-секция — гитарист Алексей Деревлёв, ударник Аркадий Соколов и контрабасист Сергей Шеляпин — под именем Asketics («Подвижники») стали исполнять инструментальный фьюжн, а позже и собственные рок-песни.
Летом 2010 года «Ва-та-га» воссоединилась, последовали клубные выступления в Петрозаводске и Москве, а также на фестивалях «Пустые Холмы» (июнь), «Камва» (июль), «Белый шум» (август) и «Город Золотой» (октябрь). После чего группа опять ушла в отпуск, который продолжается по сей день.

## Участники группы
- Александр Леонов — вокал, духовые, струнные, пила.
- Ольга Гайдамак — вокал.
- Алексей Деревлёв — гитара.
- Аркадий Соколов — перкуссия.
- Сергей Шеляпин — контрабас.

## Дискография
- 2002 — «Странные люди» (Reel)
- 2005 — «Концерт в Питере (Live in St. Petersburg)» (L.S.D. Project (Леонов-Соколов-Деревлёв))
- 2006 — «Концерт» (Ва-та-га)
- 2006 — «Перхломанс первый. Вечер памяти aвангарда» (Леспромхоз грув (Ва-та-га & Friends))
- 2006 — «Детские раги» (Детские раги (Соколов-Деревлёв))
- 2007 — «Микулины Горы» (Ва-та-га)
- 2008 — «Yarga Sound System Live» (Ярга)
- 2011 — «Подвижники» (Asketics)
- 2012 — «Ярга» (Ярга)
- 2013 — «2012» (Asketics)
- 2016 — «Да. Bro» (Asketics)